# Simona Vodopivec
Simona Vodopivec Franko, slovenska pevka zabavne glasbe in pedagoginja, *1964.

## Življenje
Simona Vodopivec je 1987 diplomirala iz glasbenega pouka in zborovodstva na Pedagoški akademiji v Ljubljani in se vzporedno izpopolnjevala iz solopetja pri Nadi Žgur in Alenki Dernač Bunta. Poročena je z znanim nekdanjim smučarjem, poslovnežem in v zadnjih letih producentom muziklov Juretom Frankom, s katerim imata dva otroka, Mayo in Aidena.

## Delo

### Petje
Že kot mlada je začela nastopati in kot pevka posnela več plošč z ansambli Ultimat, Ansambel Gorenjci in Alpski kvintet, sodelovala je tudi s skupino Cafe, Andrejem Šifrerjem, Romano Krajnčan in skupino After eight. Nekaj časa je bila članica ženske vokalne skupine Vocalart, katere članice so bile poleg Nade Žgur še Alenka Godec in Damjana Golavšek, ki so ponovno skupaj nastopile v muziklu Mamma Mia!. Z Bojanom Adamičem posnela nekaj kaset z otroškimi pesmicami in šansoni.

### Radio in oder
Petnajst let je bila del satirično-humoristične skupine Moped show pod vodstvom Toneta Fornezzija - Tofa. S Tofom je ustvarila tudi gledališko predstavo Moped show v živo in  dva monomuzikala Po čem je slava in Ne streljajte na Simono H2O, nastopila je tudi v muzikalu Nunsense Mojce Horvat ter v mjuziklih, ki jih producira njen soprog Jure Franko, Moje pesmi moje sanje, Ljubim te – spremeni se!, in Mamma Mia!.

### Novinarstvo
Več let je vodila glasbeno radijsko oddajo Glasba je življenje in ustvarjala tedensko rubriko Simona Vodopivec glasbeno zaslišuje znane Slovence v časopisu Dnevnik, na podlagi katere je nastala knjiga Klepeti v B-duru.

## Diskografija

### Uspešnice
- Moški čaj (skupina Ultimat) (1982)
- Najboljši fantje so že poročeni (1985)

### Albumi (v skupinah)
- Ultimat - Ultimat (1983, ZKP RTV)
- Ansambel Gorenjci - Gorenjci (1989, ZKP RTV)

### Albumi (solo)
- Najboljši fantje so že poročeni (1985, ZKP RTV)
- Ljubim, ljubiš, ljubi... (1992, ZKP RTV)
- Slow down (1997, ZKP RTV)
- Usoda ženskega roda (2010, Prospot)

| Leto | Album               | Skladbe |
| ---- | ------------------- | --- |
| 1997 | Slow Down           | - Slow Down - Simona & Sašo - Sexy Phone - Ko se odljubila bom - Ona noče vedeti - Titanic ljubezni - Kliči jo - Dobro je, da ženska sem - Love Is Gone - Slow Down |
| 2010 | Usoda ženskega roda | - Razmaknite se, oblaki (Mirko Bogataj/Mirko Bogataj/Mirko Bogataj, Simona Vodopivec) (2000) - Pa mava tok mau časa - Elektronski klepet - Receptor (Mirko Bogataj/Mirko Bogataj/Mirko Bogataj, Simona Vodopivec) (2000) - Sošolci (Mirko Bogataj/Mirko Bogataj/Mirko Bogataj) (1999, 2003) - To se je treba mau ustaut - Usoda ženskega roda (Bojan Simončič, Mirko Bogataj/Mirko Bogataj/Bojan Simončič, Mirko Bogataj, Simona Vodopivec) (2005) - Pesmica za lahko noč (Mirko Bogataj/Mirko Bogataj/Mirko Bogataj, Simona Vodopivec) (2003) - Okoli naju (Mirko Bogataj/Mirko Bogataj/Mirko Bogataj, Simona Vodopivec) - Moški čaj (Mirko Bogataj/Mirko Bogataj) |

## Nastopi na glasbenih festivalih

### Melodije morja in sonca
- 1986: Najboljši fantje (Andrej Šifrer - Andrej Šifrer)
- 1989: Sijaj noči (Primož Peterca - Primož Peterca) - članica skupine Cafe

### Jugoslovanski šanson - Rogaška
- 1990: Obrekljivkam (Bojan Adamič/Miša Shaker)

### Slovenska popevka
- 1998: Bodi spet moj (Jure Robežnik - Dušan Velkaverh - Jure Robežnik)
- 2022: Frajer (Damjana Golavšek/Damjana Golavšek/Boštjan Grabnar, Jani Hace) - članica Dinamitk (nagrada strokovne žirije za najboljšo interpretacijo, nagrada strokovne žirije za najboljšo priredbo, 9. mesto)

## Nastopi v muzikalih
- 2008: Moje pesmi, moje sanje (v koprodukciji s kranjskim gledališčem produkcija Prospot)[3]
- 2010: Ljubim te – spremeni se! (produkcija Prospot)[4]
- 2012: Moped šov v živo (produkcija Prospot)[5]
- 2015: Mamma Mia! (produkcija Prospot)
- 2019: Nune v akciji (Nunsense) (produkcija Prospot)